# Binjai
Binjai è una città dell'Indonesia, situata nella provincia di Sumatra Settentrionale.